# کمیسیون سیاست داخلی و شوراهای مجلس شورای اسلامی
کمیسیون امور داخلی کشور و شوراهای مجلس شورای اسلامی یا کمیسیون سیاست داخلی و شوراهای مجلس شورای اسلامی یکی از کمیسیون‌های تخصصی مجلس شورای اسلامی است. این کمیسیون بر اساس ماده ۵۳ آیین‌نامه داخلی مجلس شورای اسلامی به منظور انجام وظایف محوله در محدوده سیاست داخلی، امور شوراها، امور غیر عمرانی شهرداری‌ها و امور مربوط به ثبت احوال مطابق ضوابط تشکیل می‌شود.
کمیسیون امور داخلی کشور و شوراهای مجلس شورای اسلامی به عنوان نهاد معادل وزارت کشور در ساختار وزارتخانه‌های دولتی (قوه مجریه) تعریف می‌شود. مسئولیت اصلی رسیدگی به «امور داخلی کشور» بر عهده وزارت کشور و به تبع آن کمیسیون امور داخلی کشور و شوراهای مجلس شورای اسلامی است.

## محدوده وظایف و اختیارات
مسایل مهم مورد بررسی توسط کمیسیون امور داخلی کشور و شوراها و حدود وظایف و اختیارات آن را می‌توان به شرح زیر دسته‌بندی کرد:
1. انتخابات: تصویب، اصلاح و تغییر کلیه قوانین مربوط به اجرا و نظارت بر انتخابات مجلس شورای اسلامی، انتخابات ریاست جمهوری، انتخابات شوراهای اسلامی شهر و روستا، همه‌پرسی و نظام انتخاباتی کشور، تعیین حدود حوزه‌های انتخابیه مجلس و تعداد نمایندگان آن، نحوه برگزاری مبارزات انتخاباتی، شفافیت مالی تبلیغات و مبارزات انتخاباتی، و به‌طور کلی هر آنچه در چارچوب انتخابات سیاسی ملی و محلی در کشور باشد.
2. تشکل‌ها (احزاب سیاسی، سازمان‌های مردم نهاد، اتحادیه‌های صنفی) و تجمعات (گردهمایی‌های اعتراضی): تصویب، اصلاح و تغییر کلیه قوانین مربوط به ثبت و فعالیت و نظارت بر عملکرد و ساختار داخلی احزاب، جمعیت‌ها، انجمن‌های سیاسی و مذهبی و نحوه فعالیت آنها و نحوه انحلال آنها از جمله: ائتلاف‌ها، نحوه معرفی نامزد، نحوه تبلیغات، ساختار داخلی و نحوه تأمین مالی آنها. تعیین ساختار، وظایف و اختیارات شوراهای اسلامی کار و تشکل‌های غیردولتی و اتحادیه‌های صنفی و نحوه فعالیت و انحلال آنها. نحوه برگزاری تجمعات و گردهمایی‌ها اعتراضی از جمله کیفیت اخذ یا عدم اخذ مجوز، تمهیدات مربوط، همکاری با نیروی انتظامی و…
3. تقسیمات کشوری: تصویب هر گونه قانون مربوط به تأسیس استان جدید، ادغام دو یا چند استان، تفکیک استان، تغییر نام استان، تغییر حدود تقسیمات کشوری، تأسیس یک شهرستان، تصمیم‌گیری در مورد پایتخت کشور یا تعیین محل وزارتخانه‌های دولتی در سایر استان‌ها به غیر از تهران.
4. ثبت احوال: کلیه مسائل مربوط به آمار فوت و تولد، اعتبارسنجی اسناد هویتی، تعیین شماره ملی و کدپستی و صدور شناسنامه برای اتباع ایرانی، مسایل مربوط به تابعیت و اتباع خارجی، کنترل ورود و خروج کشور و صدور گذرنامه و…
5. مدیریت محلی: تصویب، اصلاح یا تغییر هر قانون مربوط به مسائل غیر عمرانی شهرداری‌ها. تعیین تشکیلات، وظایف و اختیارات و نحوه فعالیت و برگزاری انتخابات مربوط به شوراهای اسلامی روستا، شهر، بخش، شهرستان و عالی استان. همچنین نحوه انتخاب شهردار و دهیار و شرایط احراز این عناوین.
6. حفظ نظم و آرامش عمومی کشور: نظارت بر اتخاذ تدابیر لازم در صورت وقوع حوادث غیرمترقبه مانند سیل، زلزله و سایر بحران‌ها، تعیین وظایف و اختیارات نیروی انتظامی صرفاً در راستای حفظ نظم عمومی، حفظ نظم و امنیت در تجمعات و اجتماعات اعتراضی.
7. مجموعه وزارت کشور و ساختار سیاسی کشور: تصویب، اصلاح یا تغییر قوانین مربوط به ساختار سیاسی کشور از قبیل تعیین نوع رژیم سیاسی کشور (پارلمانی، ریاستی، مختلط)، تعیین وظایف و اختیارات رئیس‌جمهور، ساختار عمومی دولت از حیث تعداد وزارتخانه‌ها، تعیین نحوه انتخاب و عزل و حدود وظایف و اختیارات وزیر کشور، استاندار، فرماندار، بخشدار. بررسی لوایح برنامه‌های پنج ساله توسعه از نظر توسعه سیاسی و هر موضوعی که در مفهوم «سیاست داخلی کلان» باشد.

### اولویت‌های نظارتی
اولویت‌های نظارتی کمیسیون امور داخلی کشور و شوراها شامل موارد زیر می‌شود:
- کارآمدسازی شوراهای اسلامی شهر و روستا و پیگیری لایحه مدیریت جامع شهری
- پیگیری ارائه لایحه قانون جامع تقسیمات کشوری
- نظارت بر حُسن اجرای «قانون شفافیت و نظارت بر تأمین مالی فعالیت‌های انتخاباتی در انتخابات مجلس شورای اسلامی»

## اعضا
اعضای کمیسیون امور داخلی کشور و شوراهای مجلس شورای اسلامی در سال سوم از مجلس یازدهم عبارتند از:
| ردیف | نام و نام خانوادگی | سمت           |
| ۱    | محمدصالح جوکار     | رئیس          |
| ۲    | سید حمیدرضا کاظمی  | نایب رئیس اول |
| ۳    | محمدحسن آصفری      | نایب رئیس دوم |
| ۴    | علی حدادی          | سخنگو         |
| ۵    | رسول فرخی میکال    | دبیر اول      |
| ۶    | روح‌الله نجابت      | دبیر دوم      |
| ۷    | محمدباقر قالیباف   | عضو           |
| ۸    | مرتضی محمودوند     | عضو           |
| ۹    | حسین محمدصالحی     | عضو           |
| ۱۰   | احمد علیرضابیگی    | عضو           |